# 松平康俊
松平 康俊（まつだいら やすとし）は、戦国時代から安土桃山時代にかけての武士。徳川家康の異父弟。於大の方と久松俊勝の間に生まれた3子（いわゆる「久松三兄弟」）の中子にあたる。名については勝俊（かつとし）ともされる。

## 生涯

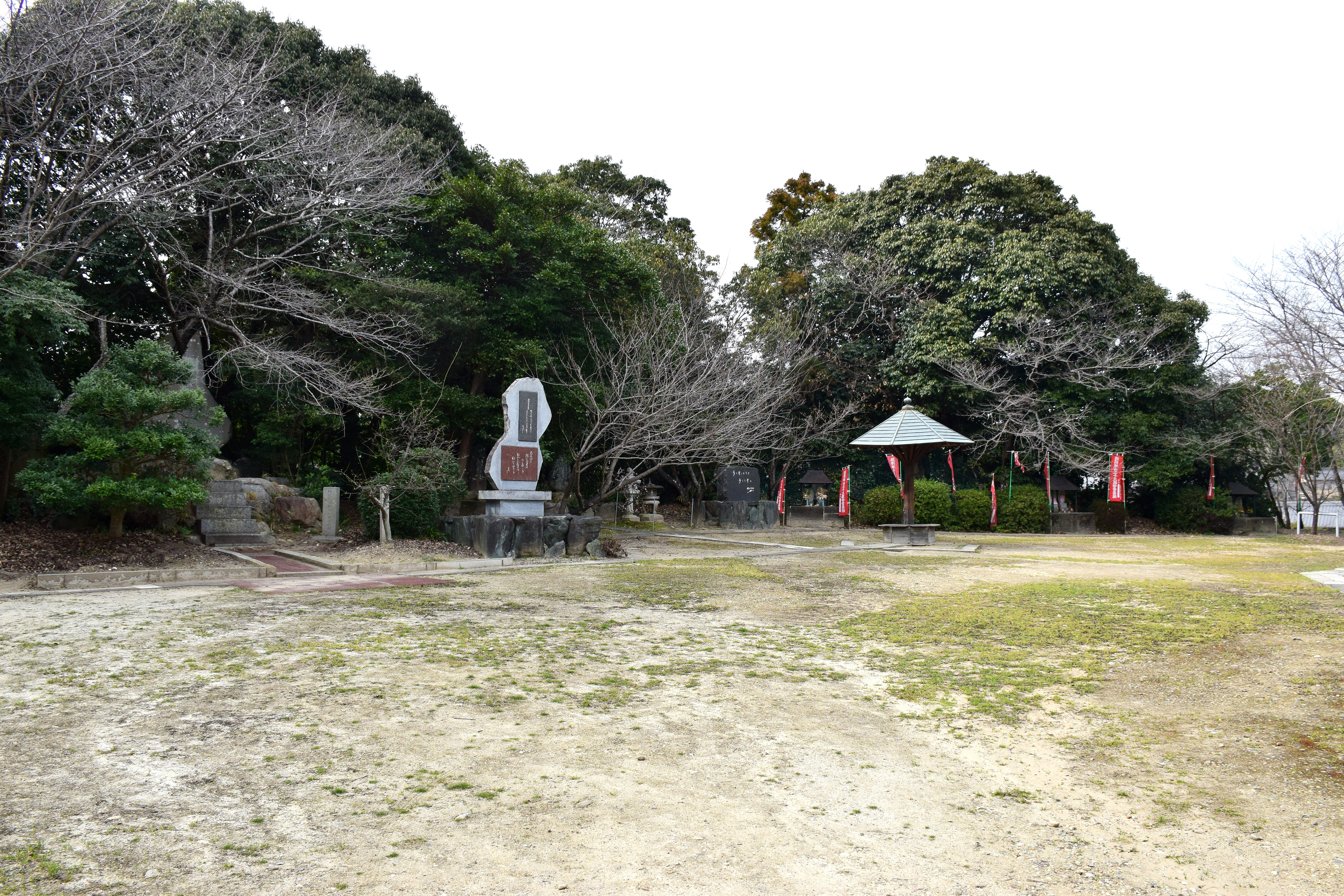
生誕地の坂部城址

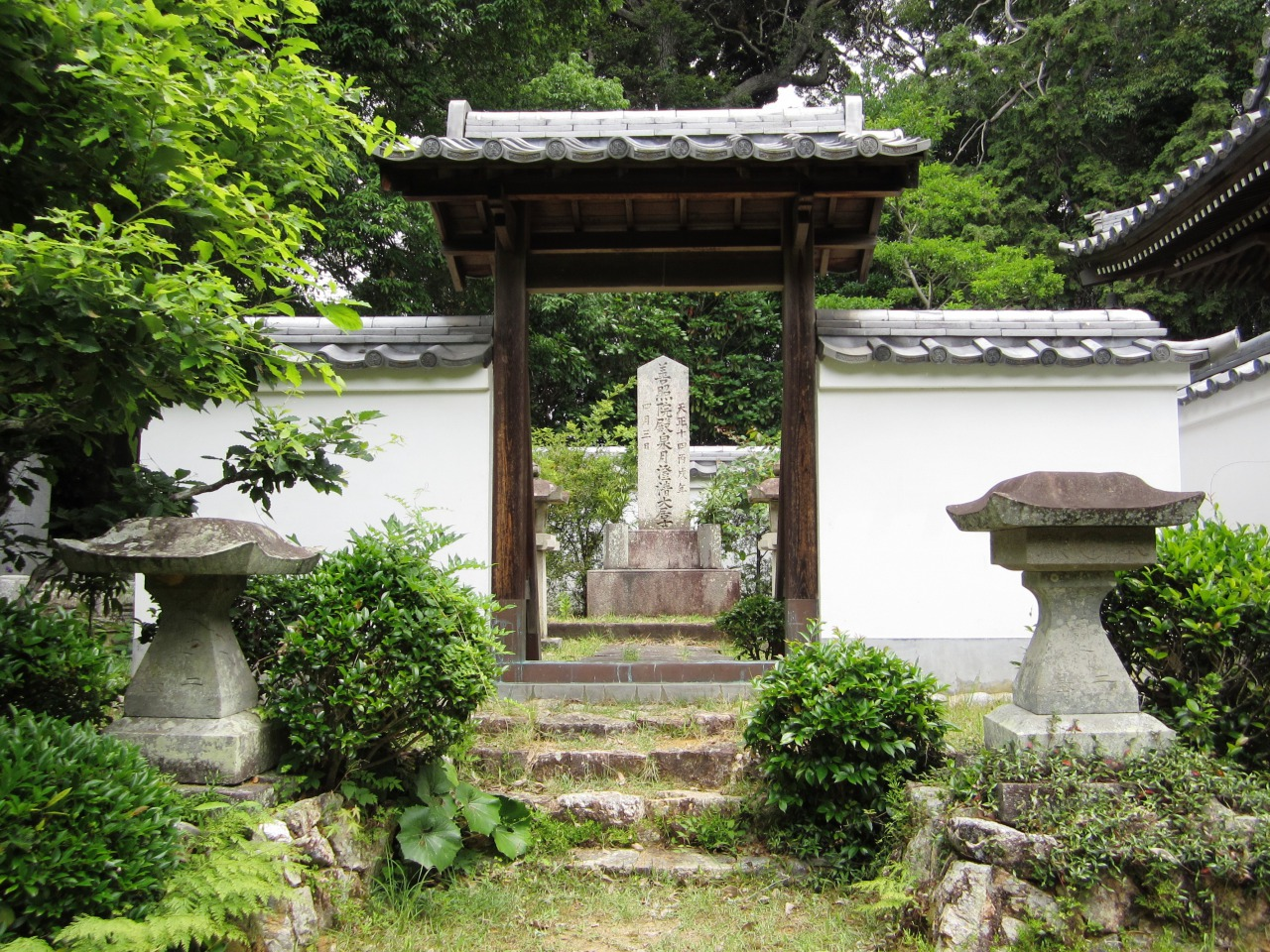
静岡県浜松市中央区西来院の墓所

久松俊勝の三男として尾張国阿古居城（現在の愛知県知多郡阿久比町）にて誕生。母は水野忠政の娘・於大の方。永禄3年（1560年）3月、徳川家康（当時は松平元康）が俊勝の阿古居城を訪れた際、家康は同母弟である康元・康俊・定勝に会っている。『寛政譜』によれば、康元と康俊は同年の9歳であった。家康は、3兄弟は同姓の兄弟に準ずるとして、松平の名字を許したという。
永禄6年（1563年）、家康の命により今川氏真の人質として駿河国に赴く。永禄11年（1568年）、武田信玄が駿河に侵攻した際、今川家に仕える三浦与一郎という者が武田家に転じたが、この際に康俊らを伴った。武田信玄は大いに喜び、康俊を甲斐国に送って警護の下に置いた。17世紀半ばに松田秀任が編纂した『武者物語』は、今川家家臣の「三浦与次」が今川家を裏切り、人質であった松平源三郎（康俊）と酒井左衛門尉（酒井忠次）の娘「おふう」を甲州に伴ったと記している。
元亀元年（1570年）11月、家康の手配によって甲斐国から下山路を経由して三河国に脱出することに成功した。しかし、山岳部を大雪の中で踏破したために、両足の指を凍傷で失った。家康は幼年時からの忠節を賞し、「一文字の刀」と「当麻の脇差」を与えた。
天正11年（1583年）に駿河国の久能城を与えられる。天正14年（1586年）4月、久能において死去。享年35。没日について、『寛政譜』本文は4月2日を採用しているが、「今の呈譜」には4月3日という。墓所は遠江国敷知郡富塚村（現在は静岡県浜松市広沢2丁目10番1号）の西来院で、築山殿の墓域（月窟廟）と隣接する。墓石には「善照院殿泉月澄清大居士」の法名と「天正十四丙戌年四月三日」の文字が刻まれている。
正室（大村越前守の娘）との間に一女があるが、男子はなかった。康俊の死後、於大の方の願いによって、水野忠分（於大の方の弟）の子・松平勝政が婿養子として迎えられて跡を継いだ。ただし家譜では死後直ぐに相続したように記されているが、『家忠日記』から勝政が跡を継いだのは康俊の死後から5年近く後であった。子孫はのちに下総国多古に所領を得、大名（多古藩）になっている。

## 備考
- 天正14年（1586年）、康俊の娘は、家康から「龗蛇頭」（りょうじゃとう[8]）というものを与えられた[2][8]。これは龍の頭で、雨を降らせる神通力があるとされる[9][注釈 6]。龗蛇頭は松平家に代々伝えられ、大名となった松平勝以の代には将軍徳川吉宗の上覧に供されたという記録もある[10][8]。龗蛇頭は松平家の子孫から多古町に寄贈されて現存する[8]。

## 登場する作品
テレビドラマ
- どうする家康（2023年、NHK大河ドラマ、演：長尾謙杜）